# Zanjoe Marudo
Zanjoe Marudo (Tanauan, 23 de julho de 1982) é um ator e modelo filipino. Ele começou sua carreira após terminar como o 4º colocado do programa Pinoy Big Brother: Celebrity Edition 1 (2006). Desde então, ele estrelou as telenovelas Lovers in Paris (2009), Kristine (2010), Annaliza (2013), Dream Dad (2014), Tubig at Langis (2016) e My Dear Heart (2017).

## Filmografia

### Cinema
| Ano  | Título                              | Papel                 | Nota(s)                                    |
| ---- | ----------------------------------- | --------------------- | ------------------------------------------ |
| 2020 | Isa Pang Bahaghari                  | Andrew "Andy" Sanchez | Heaven's Best Entertainment Solar Pictures |
| 2020 | Malaya                              | Iago                  | Dreamscape Entertainment, Sisu             |
| 2018 | To Love Some Buddy                  | Julius                | Black Sheep Productions                    |
| 2018 | Kusina Kings                        | Ronnie                | Star Cinema                                |
| 2017 | Fallback                            | Alvin                 | Cineko Productions                         |
| 2017 | Can't Help Falling In Love          | Mayor Luis Villarin   | Star Cinema                                |
| 2016 | The Third Party                     | Christian Pilar       | Star Cinema                                |
| 2014 | Maria Leonora Teresa                | Julio B. Sacdalan     | Star Cinema                                |
| 2014 | My Illegal Wife                     | Henry                 | Skylight Films                             |
| 2013 | Kimmy Dora: Ang Kiyemeng Prequel    | Barry                 | MJM Productions Quantum Films              |
| 2013 | Bromance: My Brother's Romance      | Brando / Brandy       | Skylight Films                             |
| 2013 | Death March                         | Alex                  | Forward Group Phoenix Features             |
| 2012 | One More Try                        | Tristan               | Star Cinema                                |
| 2012 | 24/7 in Love                        | Butch Vinzon          | Star Cinema                                |
| 2012 | Kimmy Dora and the Temple of Kiyeme | Barry                 | Spring Films Star Cinema                   |
| 2011 | Shake, Rattle & Roll 13             | Allan                 | Regal Films                                |
| 2011 | Wedding Tayo, Wedding Hindi         | Oca Baytion           | Star Cinema OctoArts Films                 |
| 2010 | Sa 'yo Lamang                       | John                  | Star Cinema                                |
| 2010 | Cinco                               | Elvis                 | Star Cinema                                |
| 2009 | Kimmy Dora: Kambal sa Kiyeme        | Barry                 | Spring Films MJM Productions               |
| 2008 | Altar                               | Anton                 | Cinema One Originals                       |
| 2007 | You Got Me!                         | Caloy                 | Star Cinema                                |

### Televisão
| Ano           | Título                                    | Papel                                    | Rede                      | Nota(s)                                    |
| ------------- | ----------------------------------------- | ---------------------------------------- | ------------------------- | ------------------------------------------ |
| 2023          | Dirty Linen                               | Aidan Roque-Fierro                       | Kapamilya Channel A2Z TV5 |                                            |
| 2022          | The Broken Marriage Vow                   | David Ilustre                            | Kapamilya Channel A2Z TV5 |                                            |
| 2020–2021     | Walang Hanggang Paalam                    | Antonio "Anton" Hernandez†               | Kapamilya Channel A2Z TV5 |                                            |
| 2020          | My Single Lady                            | BG                                       | iWant                     |                                            |
| 2019          | Maalaala Mo Kaya: Balsa                   | Ryan Homan                               | ABS-CBN                   |                                            |
| 2018–2019     | Playhouse                                 | Marlon Ilaban                            | ABS-CBN                   |                                            |
| 2018          | Maalaala Mo Kaya: Tangke                  | Rommel Sandoval                          | ABS-CBN                   |                                            |
| 2017          | My Dear Heart                             | Jude De Jesus                            | ABS-CBN                   |                                            |
| 2016          | Maalaala Mo Kaya: Anino                   | Victor                                   | ABS-CBN                   | Indicado-Emmy Internacional de melhor ator |
| 2016          | Maalaala Mo Kaya: Kweba                   | Juan                                     | ABS-CBN                   |                                            |
| 2016          | Tubig at Langis                           | Renato "Natoy" Villadolid                | ABS-CBN                   |                                            |
| 2014–2015     | Dream Dad                                 | Sebastian "Baste" Javier                 | ABS-CBN                   |                                            |
| 2013–2014     | Annaliza                                  | Gideon "Guido" Querubin                  | ABS-CBN                   |                                            |
| 2012          | Maalaala Mo Kaya: Relo                    | Sherwin                                  | ABS-CBN                   |                                            |
| 2012          | Precious Hearts Romances Presents: Hiyas  | Silang                                   | ABS-CBN                   |                                            |
| 2012          | Maalaala Mo Kaya: Cross-stitch            | Egay                                     | ABS-CBN                   |                                            |
| 2012          | It's Showtime                             | Ele mesmo/jurado                         | ABS-CBN                   |                                            |
| 2011–2015     | Banana Split                              | Ele mesmo                                | ABS-CBN                   |                                            |
| 2011          | Maalaala Mo Kaya: Kwintas                 | Zandro                                   | ABS-CBN                   |                                            |
| 2011          | Your Song: Kim                            | Aldo                                     | ABS-CBN                   |                                            |
| 2011          | Maalaala Mo Kaya: Kuliglig                | Manny                                    | ABS-CBN                   |                                            |
| 2010          | Kristine                                  | Jaime Reyes / Bernard De Silva–Fortalejo | ABS-CBN                   |                                            |
| 2010          | Love Is Only in the Movies                | Xander                                   | ABS-CBN                   |                                            |
| 2010          | Maalaala Mo Kaya: Bag                     | Eric                                     | ABS-CBN                   |                                            |
| 2009          | Lovers in Paris                           | Martin Barrameda                         | ABS-CBN                   |                                            |
| 2009          | Sineserye Presents: Florinda              | Archie                                   | ABS-CBN                   |                                            |
| 2009          | The Wedding                               | Marlon Mañalac                           | ABS-CBN                   |                                            |
| 2009          | Banana Split                              | Ele mesmo                                | ABS-CBN                   |                                            |
| 2009          | Parekoy                                   | Mario                                    | ABS-CBN                   |                                            |
| 2008          | Komiks Presents: Mars Ravelo's Varga      | James                                    | ABS-CBN                   |                                            |
| 2008          | Dyosa                                     | Mars                                     | ABS-CBN                   |                                            |
| 2008          | I Am KC Presents: Time's Up               | Francis/Kato                             | ABS-CBN                   |                                            |
| 2008          | Maalaala Mo Kaya: Bus                     | Louie                                    | ABS-CBN                   |                                            |
| 2007          | Super Inggo 1.5: Ang Bagong Bangis        | Super Islaw                              | ABS-CBN                   |                                            |
| 2007          | Kokey                                     | Abie                                     | ABS-CBN                   |                                            |
| 2007          | Love Spell Presents: Barbi-Cute           | Luke                                     | ABS-CBN                   |                                            |
| 2007          | Maalaala Mo Kaya: Barko                   | Mio                                      | ABS-CBN                   |                                            |
| 2007          | Maalaala Mo Kaya: Jacket                  | Mark                                     | ABS-CBN                   |                                            |
| 2006–presente | ASAP                                      | Ele mesmo                                | ABS-CBN                   |                                            |
| 2006          | Maalaala Mo Kaya: Bisekleta               | Danilo                                   | ABS-CBN                   |                                            |
| 2006          | Your Song: Kasi Naman                     | Paolo                                    | ABS-CBN                   |                                            |
| 2006          | Your Song: Nasaan Ka?                     | Alas                                     | ABS-CBN                   |                                            |
| 2006          | Star Magic Presents: Sabihin Mo Lang      | Max                                      | ABS-CBN                   |                                            |
| 2006          | Star Magic Presents: The Sweetest Victory | Robert                                   | ABS-CBN                   |                                            |
| 2006          | Komiks: Alpha Omega Girl                  | Armand/Arm                               | ABS-CBN                   |                                            |
| 2006          | Komiks: Fun Haus                          |                                          | ABS-CBN                   |                                            |
| 2006          | Super Inggo                               | Super Islaw                              | ABS-CBN                   |                                            |
| 2006          | Love Spell Presents: Wanted Mr. Perfect   | Franco                                   | ABS-CBN                   |                                            |
| 2006          | Aalog-Alog                                | Banjoe Rosales                           | ABS-CBN                   |                                            |
| 2006          | Maalaala Mo Kaya: Love Letters            | Julio                                    | ABS-CBN                   |                                            |
| 2006          | Pinoy Big Brother: Celebrity Edition      | Ele mesmo                                | ABS-CBN                   |                                            |